# Ескель (відьмак)
Ескель (пол. Eskel) — персонаж літературного циклу «Відьмак» польського письменника Анджея Сапковського, мисливець на чудовиськ, друг Геральта.

## Біографія
У книгах Сапковського Ескель — друг і ровесник Геральта. Ті, хто їх не знає, сприймає їх за рідних братів. При знайомстві з ним Цірі згадує, що Ескель схожий на Геральта як брат-близнюк. Згідно з доповненням «Ціна нейтралітету» Ескель отримав свій шрам від удару меча свого Дитя-несподіванки Дейдри Адемейн.
Ескель з'явився у другій серії другого сезону американського телесеріалу «Відьмак», який вийшов на екрани у грудні 2021 року. Там він був убитий Геральтом, тому що перетворився на дідька. Ескеля зіграв швейцарський актор Безіл Ейденбенз; спочатку ця роль дісталася Туе Ерстеду Расмуссену, але він залишив проект на самому початку. Критики звернули увагу, що сценаристи з незрозумілою метою повністю змінили як характер Ескеля, так і його зовнішність. При цьому в кадрі поруч із ним з'являється темношкірий відьмак зі шрамами на обличчі, який помітно більше нагадує книжкового Ескеля. Нове трактування образу викликало гнів фанатів.